# アメリカ合衆国連邦緊急事態管理庁
アメリカ合衆国連邦緊急事態管理庁（アメリカがっしゅうこくれんぽうきんきゅうじたいかんりちょう、英語：Federal Emergency Management Agency、略称FEMA、フィーマ）は、大災害に対応するアメリカ合衆国政府の政府機関である。アメリカ合衆国国土安全保障省の一部で、緊急準備・即応担当次官 (Under Secretary of Emergency Preparedness and Response) の下に置かれ、天災や人災に対応する。
洪水、ハリケーン、地震、原子力災害を含むその他の災害に際して、連邦機関、州政府、その他の地元機関の業務を調整 し、家屋や工場の再建や企業活動・行政活動の復旧を資金面から支援する。
各州や連邦政府直轄地のワシントンD.C.などに、緊急事態管理局(FEMA)、保険・緩和局(FIMA)、中小企業局(SBA)、消防局(FA)など下部組織が存在する。

## 組織
20世紀前半、自然災害に対応する連邦政府の部局は、公共道路局 (Bureau of Public Roads) やアメリカ陸軍工兵隊などさまざまな部局に分散していた。1960年代から1970年代にハリケーンや地震災害が相次ぎ、ジミー・カーター大統領が連邦政府の災害対応部局拡大を指示し、1979年4月1日にFEMAが設置され、消防庁、連邦保険庁、民間防衛準備庁、連邦災害援助庁、連邦有事準備局と統合 された。
国土安全保障省 (DHS) 発足以前は、大統領直属の独立した連邦機関として自然災害を中心とする緊急事態に対し、連邦軍・州兵を含む他の連邦機関・州及び地方機関に対して予算執行を含む強力な指揮命令権 を有していた。
2003年3月に、ブッシュ政権による組織改編で国土安全保障省に編入され、危機管理能力の向上が期待されたが指揮系統が混乱し、2005年に相次いだハリケーン災害で政府の対応が遅れたと報じられた。
国土安全保障省が創設された以降も、FEMAを含む移籍した22機関は各出身官庁に分散して人事管理指針も存在せず、職員相互の意思疎通も密でなかった。国土安全保障法の実行法が改編前と同様に各省庁に分散していたことが、混乱の原因の一つに挙げられる。

## 活動

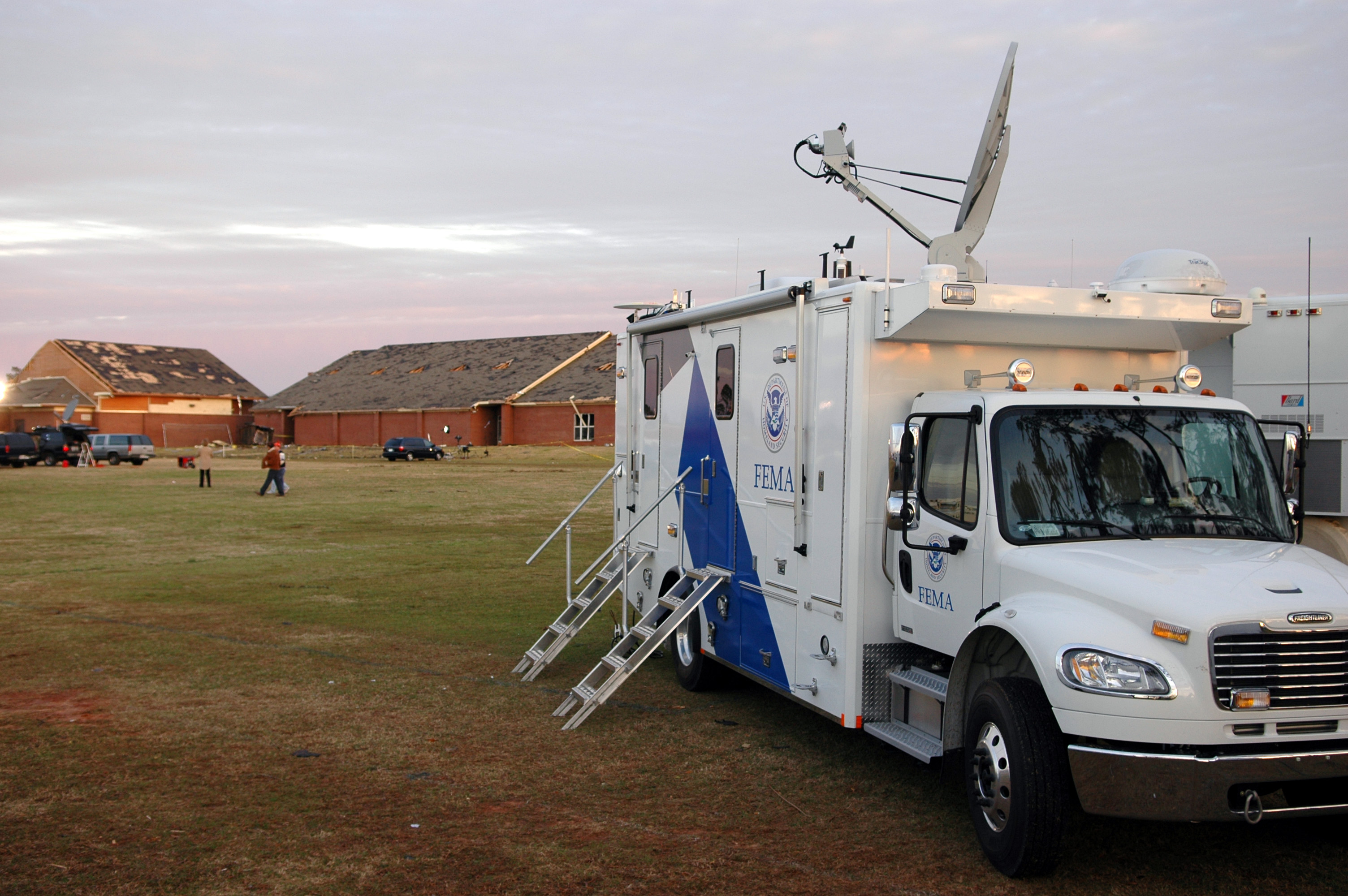
2007年3月にアラバマ州エンタープライズを襲った竜巻の被害を確認するため、現地で活動するFEMAの車両

- National Disaster Medical System (NDMS)　災害医療システム
- Urban Search and Rescue (USAR)　救助隊
- Disaster Mortuary Operations Response Team (DMORT)　遺体処理
- Disaster Medical Assistance Team (DMAT)　災害医療チーム
- Mobile Emergency Resource Support (MERS)　移動災害対処システム
- Training　教育・訓練

原子力テロに対する放射能汚染対策である「Planning Guidance for Protection and Recovery Following RDD and IND incidents」も策定している。

## 陰謀論
FEMAは、アメリカ連邦政府によるアメリカ人虐殺をREX-84プロジェクトとOperation Garden Plotに基づいて信じる、陰謀論者たちの告発にさらされてきた。彼らによれば、戒厳令施行後は連邦政府に自治体および州政府の権限が移され、FEMAはマウント・ウェザー緊急事態指揮センターなどに拠点を置いて連邦政府の執行機関として活動する。